# 浙江大学生命科学研究院
浙江大学生命科学研究院是浙江大学的一个生命科学领域的独立研究机构。现任院长为冯新华。

## 研究方向
- 肿瘤生物学
- 细胞生物学
- 系统和发育生物学
- 结构生物学
- 生物化学
- 以及其他与肿瘤、人类主要疾病相关的学科[2]